# Белебеевский машиностроительный завод
ООО «Белебеевский машиностроительный завод» («Белмаш») — завод по производству насосного оборудования. Находится в городе Белебее Республики Башкортостан.

## История
Белебеевский машиностроительный завод — одного из старейших машиностроительных заводов Башкирии. Завод был основан в 1942 году.
В годы Великой Отечественной войны страна остро нуждалась в новых заводах и фабриках, которые могли бы восполнить колоссальные потери, понесенные нашей страной. В глубоком тылу создавались сотни новых предприятий, одним из которых стал сахарный завод в Башкирском городе Белебее. Именно на его базе родился нынешний завод сельскохозяйственного машиностроения.
Первый заказ — 90 генераторных установок — завод выполнил на пике Отечественной войны, а переименованный в 1943 году в Белебеевский машиностроительный, освоил новый вид продукции — фильтр-прессы для дрожжевых цехов пищевой промышленности. В первые пять послевоенных лет заводом было освоено и выпускалось 27 видов продукции.
В пятидесятые годы на заводе приступают к выпуску стиральных машин и деревообрабатывающих станков. Не приостанавливая модернизации выпускаемой продукции, постоянно расширяют производство и в 70-е годы осваивают выпуск шнекового насоса НШ-50-1 для животноводческих комплексов, а позднее приступают к серийному выпуску насоса НЖН-200.
В настоящее время завод специализируется на производстве насосов различных модификаций, нестандартного оборудования, изделий из металлопорошка, чугунного и алюминиевого литья и пр.
C 2005 г. серийно освоено производство песковых насосов марки ПБ и ПВП различных модификаций, предназначенных для перекачивания гидросмесей с плотностью до 1300 кГ/м³ с объемной концентрацией твердых включений до 25 %. Благодаря конструктивным особенностям (боковой подвод) и материалу проточной части (хромистый чугун) освоенные типы насосов обладает повышенной износостойкостью, в результате чего эффективно используются в:
- горнообогатительной промышленности;
- металлургии;
- теплоэнергетике для систем шлакозолоудаления;
- нефтеперерабатывающей и цементной промышленности для транспортировки шлама;
- в агропромышленном комплексе и ЖКХ;
- рудной промышленности.

Сейчас освоено изготовление отливок и модельной остнастки любой сложности. Модельная остнастка изготавливается на фрезерном станке с ЧПУ (GPY 98/108 фирмы I-mes Германия). Изготовление отливок производится из серого чугуна (СЧ15, СЧ420) ИЧХ 28Н2 и стали.